# Saint-Georges-de-la-Rivière
Pour les articles homonymes, voir Saint-Georges, Saint Georges (homonymie) et Georges.
Saint-Georges-de-la-Rivière est une commune française, située dans le département de la Manche en région Normandie, peuplée de 253 habitants.

## Géographie

### Hydrographie
La commune est située dans le bassin Seine-Normandie. Elle est drainée par le Fleuve,.

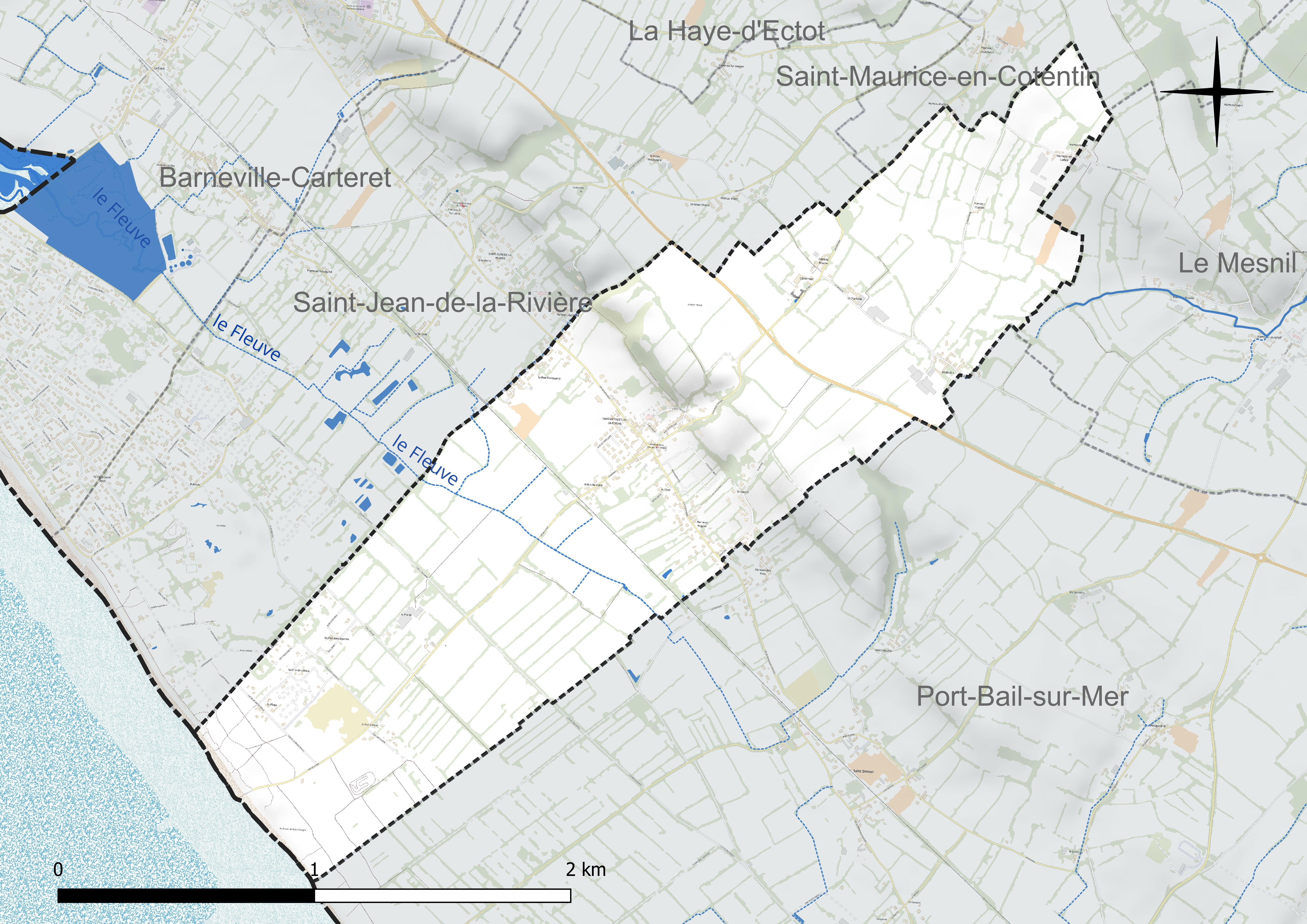
Réseau hydrographique de Saint-Georges-de-la-Rivière.

### Climat
Pour des articles plus généraux, voir Climat de la Normandie et Climat de la Manche.
En 2010, le climat de la commune est de type climat océanique franc, selon une étude du CNRS s'appuyant sur une série de données couvrant la période 1971-2000. En 2020, Météo-France publie une typologie des climats de la France métropolitaine dans laquelle la commune est exposée à un climat océanique et est dans la région climatique  Normandie (Cotentin, Orne), caractérisée par une pluviométrie relativement élevée (850 mm/a) et un été frais (15,5 °C) et venté. Parallèlement le GIEC normand, un groupe régional d’experts sur le climat, différencie quant à lui, dans une étude de 2020, trois grands types de climats pour la région Normandie, nuancés à une échelle plus fine par les facteurs géographiques locaux. La commune est, selon ce zonage, exposée à un « climat maritime », correspondant au Cotentin et à l'ouest du département de la Manche, frais, humide et pluvieux, où les contrastes pluviométrique et thermique sont parfois très prononcés en quelques kilomètres quand le relief est marqué.
Pour la période 1971-2000, la température annuelle moyenne est de 11,2 °C, avec une amplitude thermique annuelle de 10,8 °C. Le cumul annuel moyen de précipitations est de 872 mm, avec 13,7 jours de précipitations en janvier et 7,8 jours en juillet. Pour la période 1991-2020, la température moyenne annuelle observée sur la station météorologique la plus proche, située sur la commune de Cherbourg-en-Cotentin à 31 km à vol d'oiseau, est de 12,1 °C et le cumul annuel moyen de précipitations est de 963,9 mm,. Pour l'avenir, les paramètres climatiques de la commune estimés pour 2050 selon différents scénarios d’émission de gaz à effet de serre sont consultables sur un site dédié publié par Météo-France en novembre 2022.

## Urbanisme

### Typologie
Au 1er janvier 2024, Saint-Georges-de-la-Rivière est catégorisée commune rurale à habitat dispersé, selon la nouvelle grille communale de densité à sept niveaux définie par l'Insee en 2022.
Elle est située hors unité urbaine et hors attraction des villes,.
La commune, bordée par la Manche, est également une commune littorale au sens de la loi du 3 janvier 1986, dite loi littoral. Des dispositions spécifiques d’urbanisme s’y appliquent dès lors afin de préserver les espaces naturels, les sites, les paysages et l’équilibre écologique du littoral, comme le principe d'inconstructibilité, en dehors des espaces urbanisés, sur la bande littorale des 100 mètres, ou plus si le plan local d'urbanisme le prévoit.

### Occupation des sols
L'occupation des sols de la commune, telle qu'elle ressort de la base de données européenne d’occupation biophysique des sols Corine Land Cover (CLC), est marquée par l'importance des territoires agricoles (80,7 % en 2018), en diminution par rapport à 1990 (88,2 %).
La répartition détaillée en 2018 est la suivante : terres arables (45,9 %), prairies (17,8 %), zones agricoles hétérogènes (17 %), milieux à végétation arbustive et/ou herbacée (8,9 %), zones urbanisées (6,3 %), espaces verts artificialisés, non agricoles (3,9 %), espaces ouverts, sans ou avec peu de végétation (0,3 %).

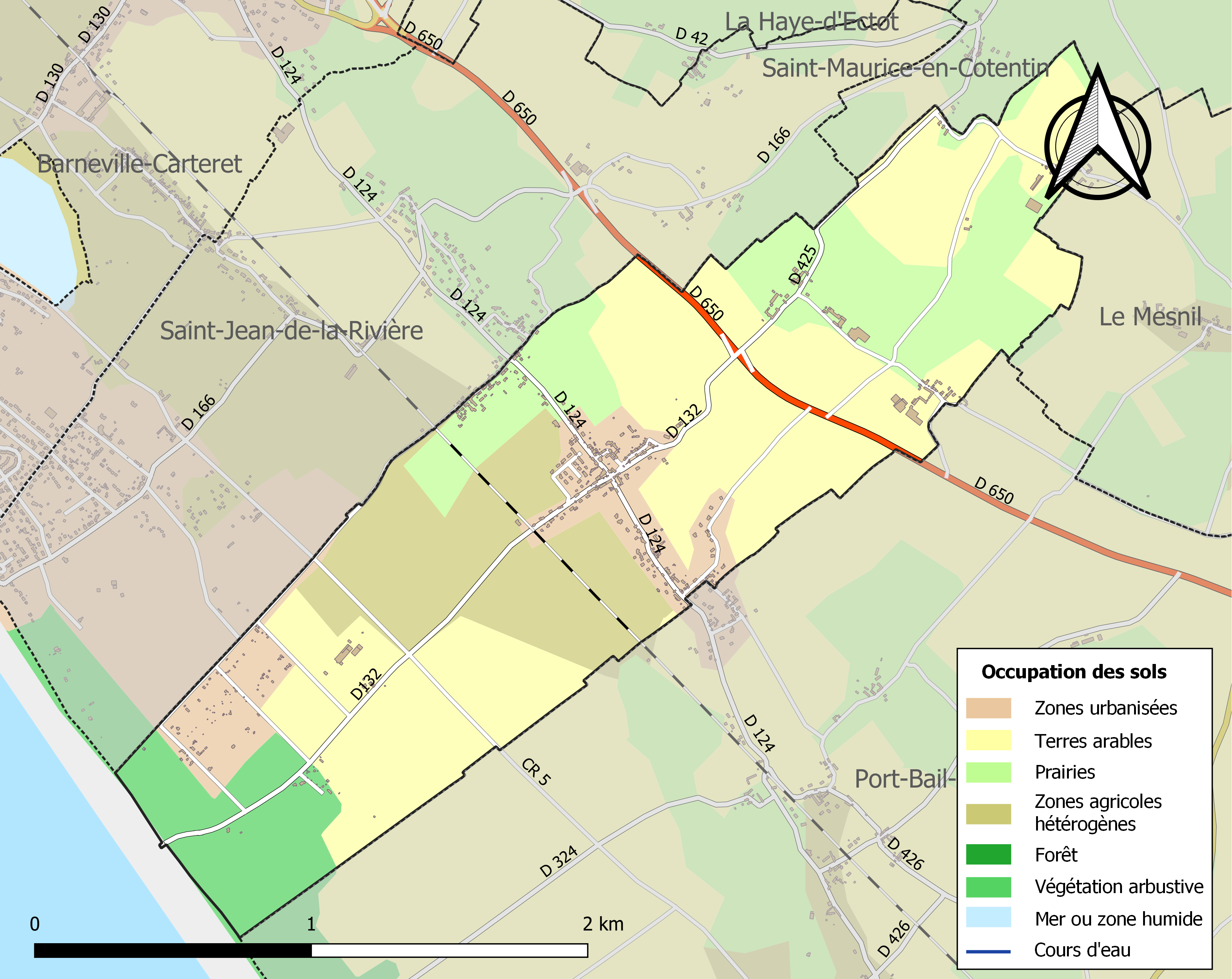
Carte des infrastructures et de l'occupation des sols de la commune en 2018 (CLC).

L'évolution de l’occupation des sols de la commune et de ses infrastructures peut être observée sur les différentes représentations cartographiques du territoire : la carte de Cassini (XVIIIe siècle), la carte d'état-major (1820-1866) et les cartes ou photos aériennes de l'IGN pour la période actuelle (1950 à aujourd'hui).

### Risques naturels et technologiques
Saint-Georges-de-la-Rivière fait partie des 303 communes françaises identifiées comme gravement menacées par la montée des eaux, en raison du réchauffement climatique.

## Toponymie
Appelé jadis Tummeville ou Tommeville, composé avec le nom de personne norrois Tummi ou Tommi, le nom de la localité est attesté sous les formes Tummavilla en 1080, Tummivilla en 1123, ecclesia Sancti Georgii en 1123, Sancti Georgii de Riparia (Saint Georges du Rivage) vers 1180 dans le Livre noir de Coutances, Sancti Georgii de Tommevilla en 1286, et Sanctus Georgius de Riparia. Le changement du nom serait intervenu vers la fin du XIIIe siècle à la suite de l'attraction du nom de la paroisse voisine.
La paroisse était dédiée à Georges de Lydda, martyr du IVe siècle.
À l'instar de Saint-Jean-de-la-Rivière, Rivière fait ici référence à la côte (cf. latin ripa, « rive »).
Plusieurs toponymes dans le haut de Saint-Georges posent la question de l'existence d'une petite fortification : le petit Castel, le Grand castel, le Castet du milieu. Quant à la rue Bonvallet, elle tient son nom d'une famille Bonvallet qui tenait le fief de Théville tenu de la baronnie d'Avarville (cf. Saint-Lô-d'Ourville).

## Histoire

### Moyen Âge
Vers le XIe siècle, la paroisse dépendait de l'honneur de la Haye.

### Temps modernes
Dans l'état des connaissances, il semble qu'il y ait eu deux fief nobles dans la paroisse dont les possesseurs qui se disaient patrons de Saint-Georges-de-la-Rivière, n'étaient en fait pour l'Église que patrons honoraires ; l'abbé de Lessay en était le véritable patron. Le premier fief était celui de Saint-Georges et du Saussey qui fut du XVIe au XVIIIe siècle la possession de la famille Beaugendre. Le second, possession vers 1500 de Michel Corbin, avait ensuite appartenu aux familles Le Sauvage et Clamorgan. Un Nicolas de Clamorgan avait le droit de gravage sur la mare de Saint-Georges et les Mielles entre Portbail et Saint-Jean-de-la-Rivière.
En 1567, Pierre Jenne, sieur de Sainct George, est taxé pour ce fief de 40 solz dans le rôle des nobles et roturiers, au titre du ban et de l'arrière ban de la vicomté de Coutances, réalisé par Gilles Dancel, seigneur d'Audouville, lieutenant général du bailli de Cotentin, tenu à Coutances les 20-22 octobre. Le fief de Sainct George à Saint-Georges-de-la-Rivière, valant un huitième de fief de haubert, relevait de la baronnie de Langle de Néhou.
Au début du XVIIe siècle, c'est Pierre Pitteboult, décédé sans postérité entre 1645 et 1650, qui est qualifié de seigneur de Saint-Georges et également de Graffard pour lequel il rend hommage le 26 novembre 1604 et aveu le 18 mars 1605.
À la charnière des XVIIe et XVIIIe siècles, Charles-Robert Pitteboult (…1669-1704…), fils de François Pitteboult et de Charlotte Thomas, est seigneur pour partie de Saint-Georges. Il épousa Renée Le Cygne de Ponthierry. Lui succède son fils François Pitteboult (6 septembre 1684-3 avril 1743), écuyer, également seigneur de Sortosville-en-Beaumont et de Saint-Georges-de-la-Rivière en partie, et en 1741, c'est Pierre-Georges-François-Robert Pitteboult (1712-1764) qui en est seigneur en partie, et qui décéda sans postérité au chateau d'Écausseville.
L'héritage de la famille Pitteboult passa à sa sœur, Madeleine Pitteboult, fille de Pierre Pitteboult et de Madeleine de Cussy, et épouse de Jean-Baptiste-François Le Rossignol, qui meure au château d'Écausseville en novembre 1769. C'est une cousine de Madeleine, Marie-Bernardine de Hennot (° 1750), qui suit, fille de Pierre-François du Hennot et de Bernadine-Louise-Françoise Cabieul, qui hérite des biens.
En 1781, on construit un presbytère neuf, pour lequel les habitants sont taxés de 4 000 livres et en gardent un souvenir amer et le disent dans leur cahier de doléances. En 1824, la commune fera construire un nouveau presbytère. Il a été vendu à des particuliers.

#### Fief du Saussey
En 1613, dans les aveux que fait Jacques de Thieuville au roi de France pour son fief du Parc, il est dit que trois fiefs nobles relève de la seigneurie du Parc : le fief de Lanquetot à Portbail, le fief de Mandenaville à Saint-Pierre-d'Allonne, et le fief du Saussey à Saint-Georges-de-la-Rivière, tenu par Jean Beaugendre, écuyer, ainsi que dix-sept vavassories.

#### Industrie du sel
Près du ruisseau dit « le Fleuve », deux pièces de terre les Bouillons et les Mondins témoignent d'une ancienne industrie du sel.

### Époque contemporaine
Pendant l'occupation allemande, entre 1942 et 1944, le chargement du sable de mer, destiné aux ouvrages du mur de l'Atlantique situés dans cette partie du Cotentin, s'est fait depuis la halte de Saint-Georges-de-la-Rivière.

## Politique et administration
| Période                                  | Période    | Identité                              | Étiquette | Qualité                            |
| ---------------------------------------- | ---------- | ------------------------------------- | --------- | ---------------------------------- |
|                                          | 1794       | Antoine Abraham (1739-1811)           |           |                                    |
| 1800                                     | 1807       | Pierre Bonvallet (1748-1821)          |           |                                    |
| 1807                                     | 1816       | Félix Noël (1755-1836)                |           |                                    |
| 1816                                     | 1820       | Pierre Bonvallet (1748-1821)          |           |                                    |
| 1820                                     | 1852       | Louis Marie-Deslongchamps (1788-1857) |           |                                    |
| 1852                                     | 1855       | Romain Bonvallet (1794-1865)          |           |                                    |
| 1855                                     | 1865       | Charles Legriffon (1803-1872)         |           |                                    |
| 1865                                     | 1876       | Auguste Lefèvre (1832-1906)           |           |                                    |
| 1876                                     | 1878       | Jean André (1826-1883)                |           |                                    |
| 1878                                     | 1892       | Alfred Besnard (1825-1903)            |           |                                    |
| 1892                                     | 1896       | Frédéric Luce (1835-1901)             |           |                                    |
| 1896                                     | 1903       | Alfred Besnard (1825-1903)            |           |                                    |
| 1903                                     | 1919       | Félix Marie-Deslongchamps (1862-1934) |           |                                    |
| 1919                                     | 1945       | Xavier Goubaux (1876-1953)            |           |                                    |
| 1945                                     | 1965       | Henri Lefèvre (1899-1983)             |           |                                    |
| 1965                                     | 1983       | Henri Goubaux (1911-2005)             |           |                                    |
| 1983                                     | 2001       | Paulette Lefevre (1927-2013)          |           | Agricultrice                       |
| 2001                                     | mars 2014  | Henry Levéel (1940-2018)              |           |                                    |
| mars 2014                                | avril 2021 | Jean-Michel Bouillon (1949-2021)      | SE        | Retraité                           |
| septembre 2021                           | En cours   | Georges Helaouët                      |           | Retraité de l'Imprimerie nationale |
| Les données manquantes sont à compléter. |            |                                       |           |                                    |

## Population et société

### Démographie
L'évolution du nombre d'habitants est connue à travers les recensements de la population effectués dans la commune depuis 1793. Pour les communes de moins de 10 000 habitants, une enquête de recensement portant sur toute la population est réalisée tous les cinq ans, les populations de référence des années intermédiaires étant quant à elles estimées par interpolation ou extrapolation. Pour la commune, le premier recensement exhaustif entrant dans le cadre du nouveau dispositif a été réalisé en 2006.
En 2022, la commune comptait 253 habitants, en évolution de −7,33 % par rapport à 2016 (Manche : −0,31 %, France hors Mayotte : +2,11 %).
| 1793 | 1800 | 1806 | 1821 | 1831 | 1836 | 1841 | 1846 | 1851 |
| ---- | ---- | ---- | ---- | ---- | ---- | ---- | ---- | ---- |
| 225  | 284  | 278  | 350  | 409  | 419  | 421  | 420  | 413  |

| 1856 | 1861 | 1866 | 1872 | 1876 | 1881 | 1886 | 1891 | 1896 |
| ---- | ---- | ---- | ---- | ---- | ---- | ---- | ---- | ---- |
| 339  | 337  | 318  | 346  | 341  | 345  | 327  | 316  | 263  |

| 1901 | 1906 | 1911 | 1921 | 1926 | 1931 | 1936 | 1946 | 1954 |
| ---- | ---- | ---- | ---- | ---- | ---- | ---- | ---- | ---- |
| 272  | 272  | 270  | 286  | 276  | 277  | 264  | 267  | 277  |

| 1962 | 1968 | 1975 | 1982 | 1990 | 1999 | 2006 | 2011 | 2016 |
| ---- | ---- | ---- | ---- | ---- | ---- | ---- | ---- | ---- |
| 242  | 247  | 212  | 210  | 183  | 212  | 239  | 293  | 273  |

| 2021 | 2022 | - | - | - | - | - | - | - |
| ---- | ---- | - | - | - | - | - | - | - |
| 263  | 253  | - | - | - | - | - | - | - |

### Manifestations culturelles et festivités
Tous les ans au mois d'août, le comité des fêtes de la commune organise la Fête de l'âne.

## Culture locale et patrimoine

### Lieux et monuments

#### Église Saint-Georges

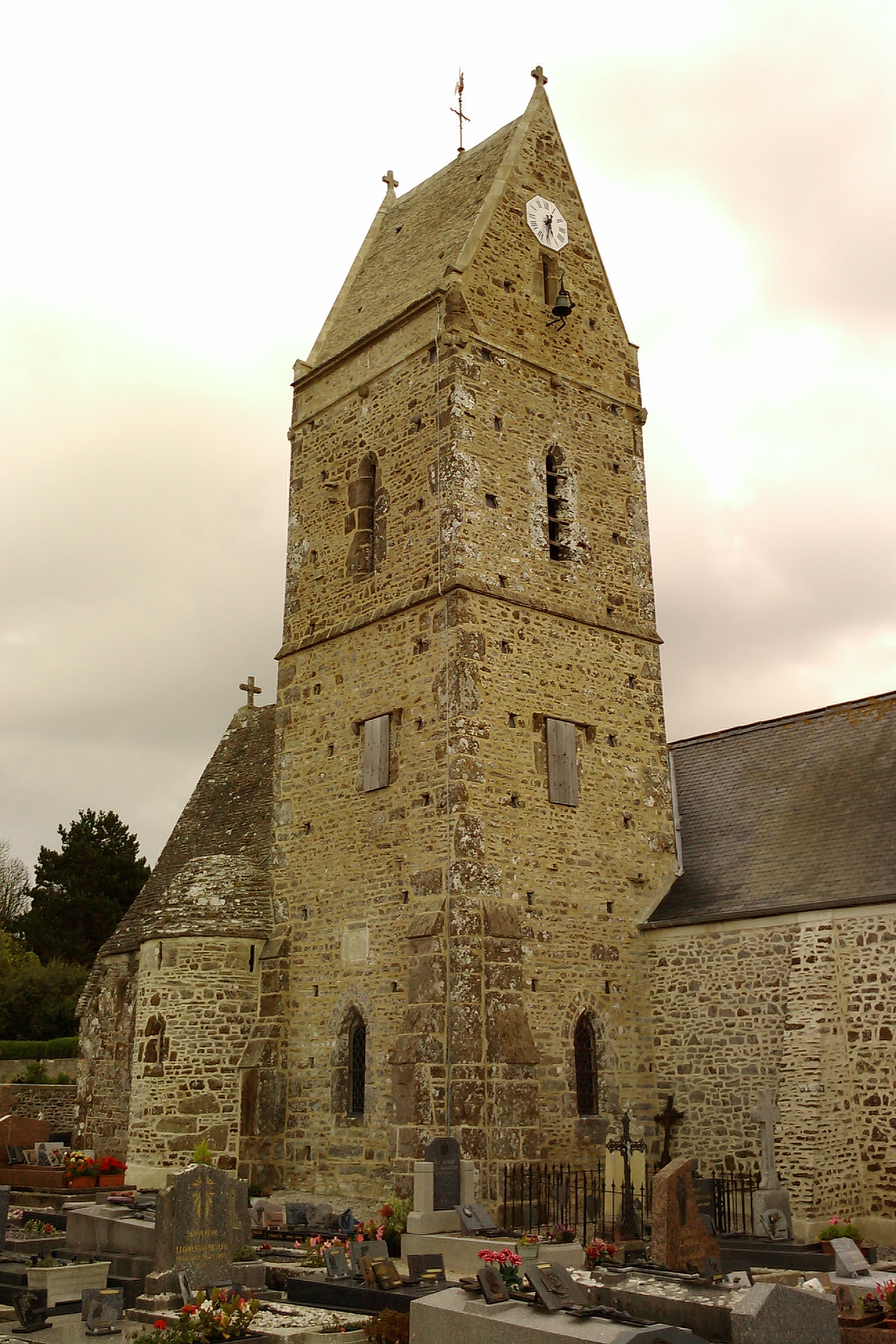
L'église Saint-Georges.

L'église paroissiale Saint-Georges des XIe, XIVe – XVIIe siècles, avec sa tour fortifiée datée peut-être de la seconde moitié du XIXe est remarquable à la fois par l'originalité de sa construction, la richesse de ses fresques et de ses statues. Elle est située au centre du village, au bout d'une vieille ruelle bordée de maisons en pierre. Son patronage, comme sa voisine de Saint-Jean-de-la-Rivière, fut donné par le baron de la Haye-du-Puits, Turstin Haldup (fl. au XIe siècle), à l'abbaye de Lessay. L'église placée sous le vocable de saint Georges laisse supposer de l'existence d'un édifice antérieur, peut être dès le VIIIe siècle.
L'église avec son clocher en bâtière et un caquetoire, est une construction des XIVe et XVe siècles, remaniée ultérieurement. Elle présente un plan rectangulaire avec une chapelle sud et une chapelle nord double et chevet plat. La construction a été organisée pour le guet et la défense, comme en témoignent la tourelle extérieure comprenant un escalier à vis et ses trois meurtrières pour armes à feu et la salle de garde avec une cheminée située dans le clocher où une garnison pouvait résister plusieurs semaines, ainsi que d'amer. Les croix antéfixes des pignons ouest, est et sud datent du XVe siècle. L'horloge et sa tintenelle ont été restaurées, et elles sonnent à nouveau les heures.
L'édifice abrite les statues de saint André du XVe, de saint Georges du XVIIe et un bas-relief saint Georges du XVe terrassant le dragon, classées au titre objet aux monuments historiques, ainsi que des fonts baptismaux du XVIIe, un autel en pierre, des peintures murales restaurées des XVe-XVIe, et statue de saint Siméon vieillard du XVe.

#### Manoir de la Rue Marquand
Manoir de la rue Marquand des XVIe – XVIIe siècles, et son pigeonnier. Anciennement, l'édifice situé entre le bourg et la mer, portait le nom de « Ferme du Bas de Saint-Georges ». Le nom de la rue est celui de la famille Le Marquant ou Le Marquand (correspondant à Le Marchand). En 1692, un Jean Lemarcant prit à ferme la baronnie d'Avarville (cf. Saint-Lô-d'Ourville) pour 1 900 livres par an. En 1672, il en était le receveur. Le corsaire malouin Surcouf, dont la famille est originaire du Nord-Cotentin, aurait habité le manoir. Plus précisément se sont ses grands-parents, Martin Surcouf de Sortosville-en-Beaumont et Catherine le Marcant de Saint-Georges-de-la-Rivière qui habitèrent la rue avant de partir pour Saint-Malo. Le père du corsaire qui se prénommait également Robert, y est né.
Le manoir comprend un bâtiment en angle sur une cour. Une tour située à l'angle du logis, côté cour, abrite un escalier qui dessert les étages. À noter dans les murs, les sept petites caches à tabac, fermées par une pierre, et dans lesquelles il y avait une poterie.
En 1826, il est la possession de Marie-Bernadine de Hennot du Rosel (° 1750), veuve de Jérôme-Frédéric Bignon (1747-1784), épouse de M. Berthelot de La Villheurnoy. En 1891, il est entre les mains des frères Bretel (Eugène (1842-1933) et Adolphe), importants industriels laitiers, propriétaires de l'usine beurrière de Valognes, la maison Bretel Frères. En 1915, c'est M. Charles Deshayes, époux Bretel, juge au tribunal de première instance de Bayeux, qui en est propriétaire, et en 1927, on trouve M. Georges Thomé, préfet de la Gironde, époux de Jeanne Bretel.

#### Manoir de Caillemont
Le manoir de Caillemont est une construction de la toute fin du XVIIe ou du tout début du XVIIIe siècle. Le domaine s'étendait sur Saint-Georges, Saint-Jean-de-la-Rivière, Portbail, Saint-Maurice et Le Mesnil.
Son plus ancien seigneur connu est Éliot Beaudrap, sieur de Caillemont en 1629 et 1640. Son père, Alexis Beaudrap, du Mesnil, avait été anobli en 1596 par finances. Un peu plus tard, c'est son neveu, Jean qui est en possession de Beaudrap, et à sa suite les deux enfants de François Beaudrap, frère de Jean, bailli de la baronnie de Bricquebec, Guillaume et Jacques, qui héritèrent de leur oncle.
En 1790, la propriété est vendue en deux parties : un tiers au curé de Saint-Georges-de-la-Rivière, Jean-Baptiste-François Lefêvre d'Anneville, qui refusera de prêter serment à la Constitution civile du clergé et meurt en exil à Jersey, et les deux autres tiers au beau-frère du curé, Félix-Thomas Noël, sieur des Marais. En 1826, Caillemont est toujours partagé entre deux propriétaires : Félix-Thomas Noël et le frère du curé, Hyacinthe-Robert-François Lefêvre d'Anneville (La Haye-d'Ectot, 1741 - Carteret, 1826).
C'est dans le manoir qu'en juin 1944 les Américains y installèrent leur P.C. lors de la libération de Portbail.
En 2012, il est la possession de M. et Mme Deboulanger.
Le manoir bâti sur une maison plus ancienne, est probablement l'œuvre de Jacques de Beaudrap comme le laisse à penser le monogramme « JB », entrecroisé dans des médaillons, dont est orné la rampe en fer forgé, comparable à celles des hôtels valognais du début du XVIIIe siècle, de l'escalier à double volée en pierre calcaire d'Yvetot-Bocage. Il se présente sous la forme d'un corps de logis avec pavillons d'aile en retour. La façade sur cour est sobre. « Les portes et fenêtres du rez-de-chaussée avec linteaux en arc segmentaire, les fenêtres de l'étage à linteaux droits, les lucarnes et les souches de cheminée des pavillons d'aile sont caractéristiques de l'extrême fin du règne de Louis XIV ». À l'étage, les pièces des différents appartements communiquent entre elles sans couloir selon la mode du XVIIe siècle qui était encore en vigueur dans le premier tiers du XVIIIe siècle. Certaines pièces arborent un décor de boiseries varié : rubans, entrelacs, masques et instrument de musique. Parmi les curiosité, on montre un réduit dans lequel un prêtre réfractaire se serait caché pendant la Révolution.

#### Ferme-manoir de Dodeville
La ferme-manoir de Dodeville est une construction de la fin du XVIe ou du début du XVIIe siècle. Les bâtiments s'ordonnent autour d'une grande cour, avec puits central, à laquelle on accède par une porte charretière et porte piétonne, dont les arcades ont été refaites. Un grand bâtiment surmonté par des greniers, qui borde un des côtés de la cour, et abritait un pressoir ainsi qu'une grange à battre, arbore un escalier extérieur d'accès à l'étage, et est percée d'une porte en arc en plein cintre. 

#### Autres monuments
- Halte du Train touristique du Cotentin.
- Dunes de Saint-Georges-de-la-Rivière.
- Grande Plage de Barneville à Portbail.
- Le Mont Lucas et la grotte Notre-Dame-de-Lourdes du XXe siècle.
- Croix de cimetière du XVIIe siècle.
- Ancien presbytère bâti en 1781.
- Maisons rurales de la rue Bonvallet des XVIIe et XVIIIe siècles.
- Deux lavoirs, Lebourg et Dodeville.